# Munkedal (đô thị)
Đô thị Munkedal (Munkedals kommun) là một đô thị ở hạt Västra Götaland ở phía tây Thụy Điển, giữa Gothenburg và Oslo, gần bờ biển của Biển Bắc. Thủ phủ nằm ở thị xã của Munkedal.
Cuộc cải cách đô thị toàn Thụy Sĩ năm 1952 đã lập nên Munkedal, Svarteborg, Sörbygden và Ödeborg làm các đô thị nông nghiệp lớn hơn. Năm 1967, Ödeborg đã bị giải thể và một phần của đô thị này đã được chuyển sang Munkedal. Cuối cùng, năm 1974, Svarteborg và Sörbygden đã được sáp nhập vào Munkedal để tạo thành đô thị như ngày nay.
Ước tính dân số Munkedal là khoảng 10,000 người.

## Kinh Tế và Nông Nghiệp
Kinh tế Munkedal chủ yếu dựa vào các hoạt động như nông nghiệp, chế biến gỗ và công nghiệp.

## Các đơn vị dân cư trực thuộc
Inhabitants 2005:
- Munkedal 	3.838 người (thủ phủ)
- Dingle 	889
- Hällevadsholm 	723
- Hedekas 	358